# 賓夕法尼亞州議會大廈
賓夕法尼亞州議會大廈（英語：Pennsylvania State Capitol）為賓夕法尼亞州政府的所在地，建築坐落於哈里斯堡市中心，由喬瑟夫·米勒·休士頓於1902年設計，竣工於1906年8月15日，建築整體以布雜藝術風格為主軸，並在各處佐以新文藝復興風格作點綴。議會大廈中有供賓夕法尼亞州議會參眾兩院使用的立法廳、最高法院和高等法院使用的哈里斯堡廳（Harrisburg chambers），以及州長和副州長的辦公室。這棟大廈同時也是賓夕法尼亞州議會大廈建築群中的主要建築物。
該州政府最先位於費城，1799年曾遷移至蘭開斯特，最終於1812年遷至哈里斯堡。目前的議會大廈，是賓夕法尼亞州政府遷移至哈里斯堡後的第三座州議會大廈，也被稱為休士頓議會大廈（英語：Huston Capitol），最早的州議會大廈被稱為希爾斯州議會大廈（Hills Capitol），1897年被火災所毀，第二座州議會大廈被稱為科布州議會大廈（Cobb Capitol），1899年因為資金短缺而未全部完工。
1906年落成典禮時，美國總統西奧多·羅斯福曾代表致詞。議會大廈完工後，大廈的建築計畫爆出贪污醜聞，其建築和裝潢的費用是賓夕法尼亞州議會預算的三倍之多，建築師喬瑟夫·休士頓（Joseph Huston）和其他四人皆因哄抬價格獲罪。
州议会大厦擁有许多以宾夕法尼亚為主题，或是由賓夕法尼亞州人製作的雕塑、壁画，以及花窗玻璃等藝術品，因此常被稱作「藝術宮殿」（Palace of art）。1977年该建筑列入国家史迹名录，2006年列为国家历史地标，2013年與大廈周遭的建築群一同列為貢獻物業。

## 歷史
1682年10月28日，威廉·佩恩在查斯特成立第一任賓夕法尼亞省政府。由於沒有常規的議事地點，因此該政府常在貴格會議事堂或其他費城的私人住所開會。賓夕法尼亞州的第一棟州議會大樓，為現在的美國獨立紀念館，起建於1732年，1753年完工。1774年到1789年，賓夕法尼亞州議會、第一次、第二次大陸會議，和三屆的美國國會前身，一同共同美國獨立紀念館，該州議會為此開始考慮移動到州政府所在地。小約翰·哈里斯在賓夕法尼亞州中部薩斯奎哈納河岸旁提供了一塊4英畝又21平方桿、相當於5,717平方英尺（531.1平方）的土地，但有一個使用條件，必須將該地定為賓夕法尼亞州首府。1785年，小約翰·哈里斯以自己父親的姓氏，來給自己規劃建立的城市命名，而他提供給賓州議會的土地正好在該座城市的附近。1799年，州議會投票決定搬遷至蘭開斯特，因為比起哈里斯堡，蘭開斯特擁有更多的人口。現在的舊市政廳，即為1799年到1812年間賓夕法尼亞州議會的所在地。

### 希爾斯州議會大廈
1810年，賓夕法尼亞州議會再次投票決定更改該州首府，並於1812年10月將州政府所在地遷至哈里斯堡，使用十年前哈里斯所提供的土地，以及從參議員威廉·麥克萊手上購得的10英畝（435,600平方英尺；40,469平方）土地上。在等待新的州議會大廈建成的十年間，道芬縣的舊法院大樓成為賓州議會舉行會議的地方。1816年，為了決定新議會大廈的樣式，賓州舉辦了美國第一場官方的議會大廈設計比賽。但是比賽中所送交的設計（包含建築師威廉·史特里克蘭所提供的設計），通通因為所需的費用過高而未被採納。因此，1819年1月又舉辦了一場設計比賽。這次比賽共收到17件設計，其中兩件被挑中進行最後投票。這兩件被挑中的設計，分別來自哈里斯堡當地的設計師史蒂芬·希爾斯，以及華盛頓紀念碑的設計者羅伯特·米爾斯，而最後由希爾斯的設計雀屏中選。希爾斯設計了一座「紅磚，聯邦風格」的州議會大廈，藉此「透過建築顯現民主政府的職能」。希爾斯設計的大廈於1819年開工，完工於1822年。施工和裝潢的費用為244,500美金。這座議會大廈多次受到名人的參訪，包括1825年時的法國拉法耶特侯爵、1860年時仍為威爾斯親王的愛德華七世，亞伯拉罕·林肯曾於1861年總統大選時到訪，在1865年被暗殺身亡後，他的大體曾停放於該大廈中供人弔唁。自1866年開始，賓夕法尼亞州不斷收集南北戰爭時的戰旗，並在1872年將這些旗幟從國家兵工廠（State Arsenal）搬到了州議會大廈的二樓。1895年時，這些旗幟再次被移動到了行政、圖書及博物館大樓。1897年2月2日將近中午時，大廈內副州長的辦公室冒出煙霧。到了下午，整個州議會大廈變成了「悶燒中的廢墟」（smoldering mass of debris）。

### 科布州議會大廈

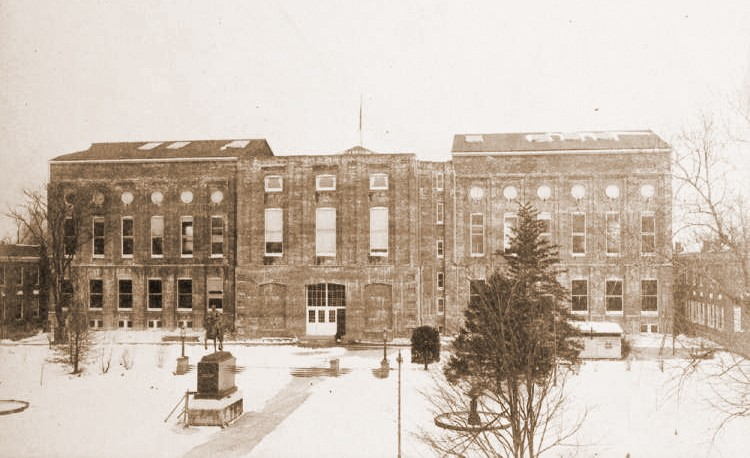
賓夕法尼亞州科布州議會大廈（1899年－1902年）

州議會大廈被燒毀後，「無家可歸」的州議會只能搬到附近的循道宗教堂。很快地就有人要求把該州首府遷移至匹茲堡或費城，而州議會也隨即撥款，準備在哈里斯堡興建新的州議會大廈。州長丹尼爾·H·黑斯廷斯利用隨收隨付政策，將建築費用分攤到多個年度預算中。此外，黑斯廷斯認為550,000美金已經足以興建「一棟小型立法建築」，到時如果有任何需求，則可以根據需要進行修改。又一場設計比賽後，設計師亨利·艾伍士·科布在1897年出線，負責設計新的州議會大廈。1898年5月2日，科布所設計的議會大廈開工。1899年1月3日，雖然州議會大廈「未經裝飾、尚未完工，外型看起來像工廠的一幢棕色磚造建築」，但州議會卻認為該大廈已完工並遷入大廈。科布用「醜」簡單的形容這棟大廈，認為如果能夠獲得更多資金，自己就能真正蓋好這棟大廈。

### 休士頓州議會大廈

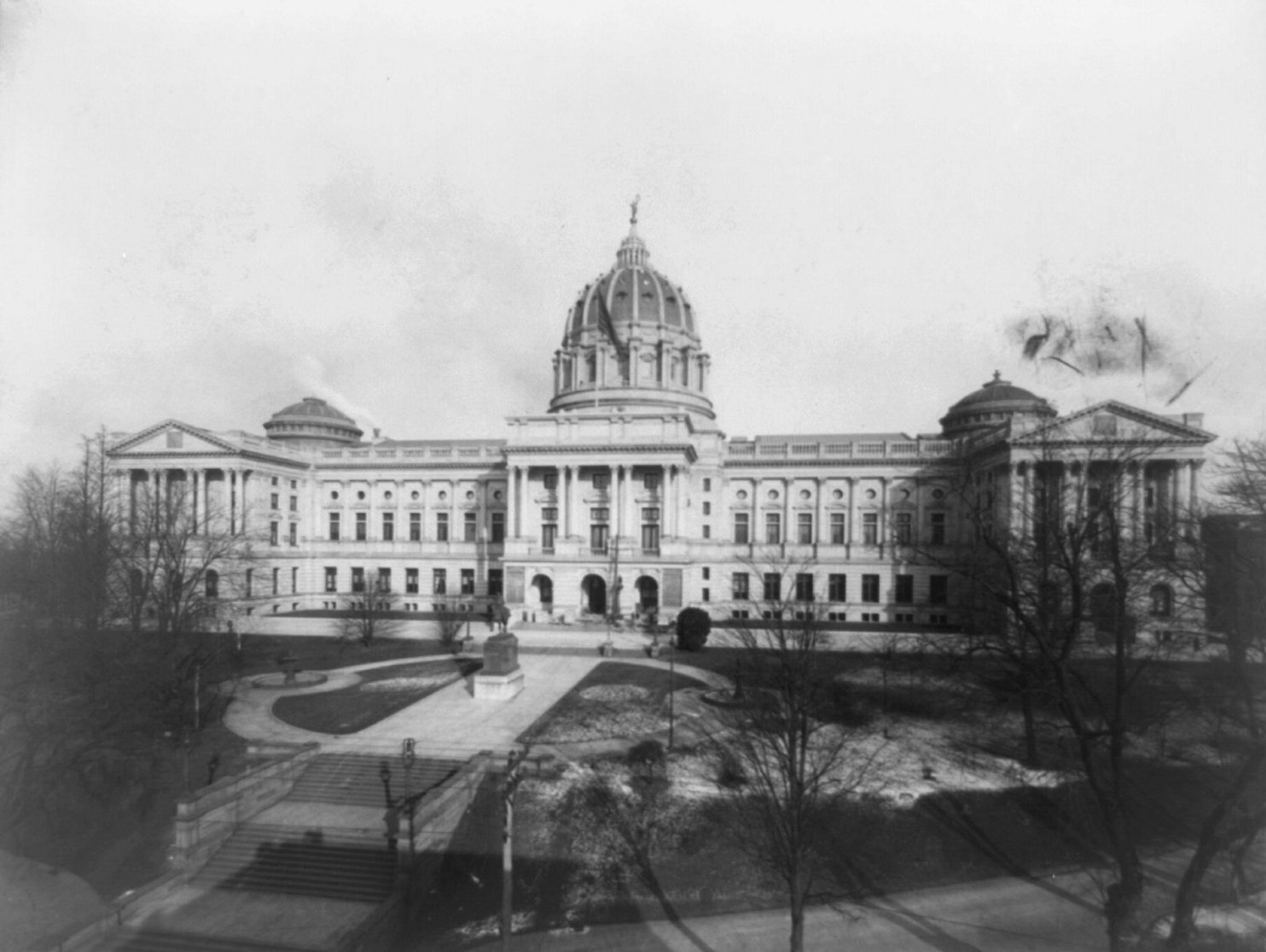
現今州議會大廈落成典禮後的模樣，威廉·H·勞攝。

1901年，州長威廉·A·史東任命了新的議會大廈建造委員會（Capitol Building Commission）。隨後委員會舉辦了一場設計比賽，不過這次比賽限定賓夕法尼亞州的設計師參加，以防止來自芝加哥的科布提交設計或完成他未完工的大廈。此外，委員會還要求必須將柯布未完工的州議會大廈納入新設計中。賓夕法尼亞州議會為新的州議會大廈編列了400萬美金預算，但未對裝修費用設置上限，為日後的貪污醜聞埋下種子。美國建築師學會曾反對議會大廈建造委員會舉辦的設計比賽，他們認為這場比賽的規定「只會『助長偏袒風氣且不公正』，並不會使委員會選出最佳的設計或建築師」。協會還要求賓夕法尼亞州的建築師不要參加這場比賽，費城的建築師艾迪生·赫頓就因參加該比賽而被建築師協會取消會員資格。1902年1月，喬瑟夫·米勒·休士頓在九名參賽者中脫穎而出。
1902年11月2日，休士頓設計的州議會大廈動工，而建築地基直到1904年5月5日才開始建造。1906年8月15日，州議會大廈的所有權轉移給了州政府，議會大廈建造委員會同時解散。

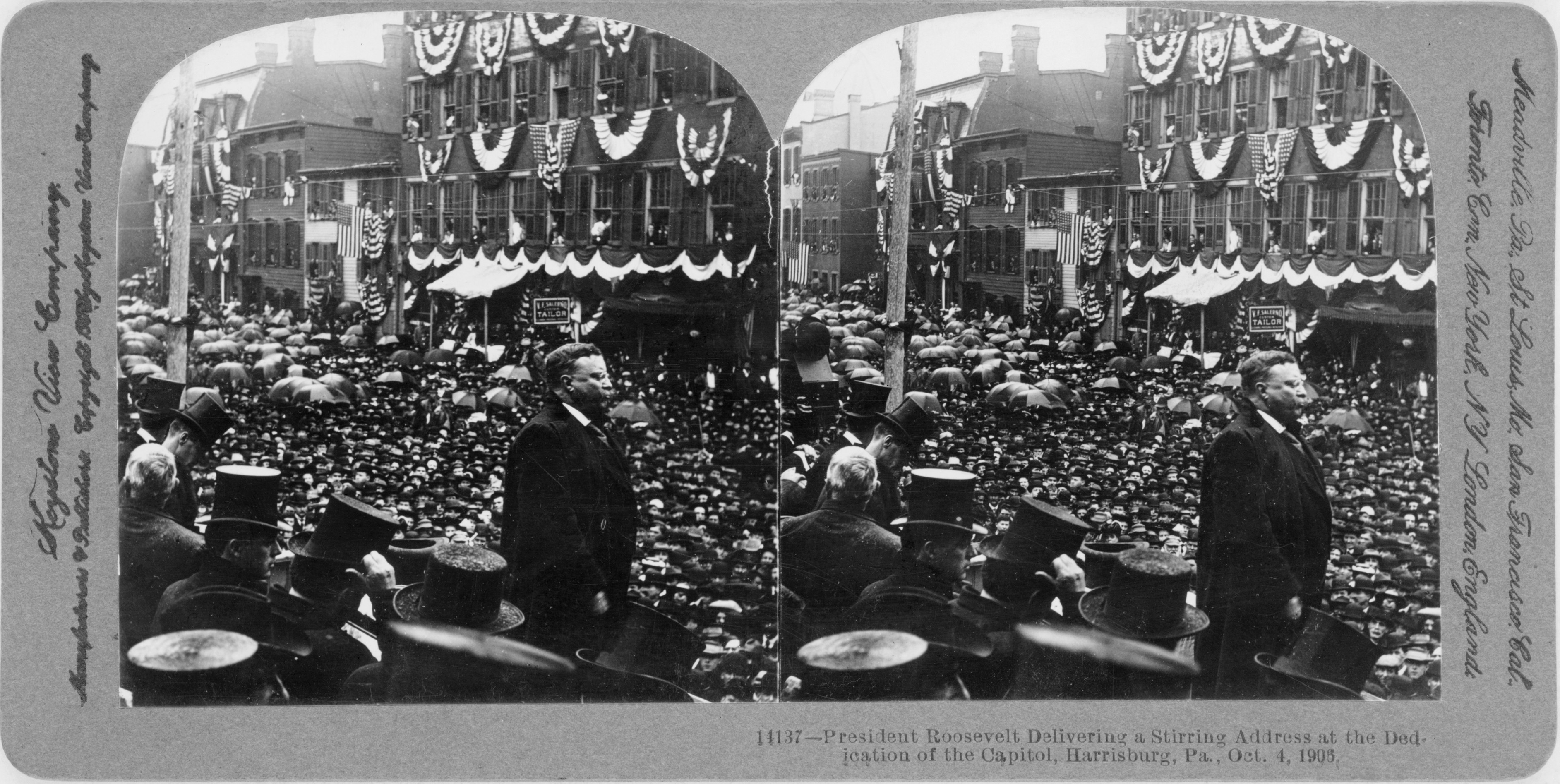
1906年，西奧多·羅斯福在州議會大廈落成典禮致詞時的景象

1906年10月4日，州長薩繆爾·W·佩內亞克為新落成的州議會大廈舉行落成典禮，而前州長史東則成為州議會大廈委員會主席，並在落成典禮上將州議會大廈的鑰匙交給了佩內亞克。在早上搭乘特別列車抵達的美國總統西奧多·羅斯福，在落成典禮上致詞並參觀了新的州議會大廈，參觀過程中，他稱：「這是我見過最帥氣的建築了。」為了參加落成典禮的群眾，賓夕法尼亞鐵路、北方中央鐵路、雷丁鐵路和坎伯蘭谷鐵路特別開設專車前往哈里斯堡。
雖然大廈主體是完成了，但大廈內的裝潢和周遭的美化卻拖了將近20年才完成。大廳中的壁畫一直到1908年完成，而入口的雕刻則是在1911年10月4日才落成。1914年6月14日，存放於行政、圖書及美術館大樓的內戰戰旗，在遊行和典禮後，移到了新大廈的大廳，存放在玻璃櫃中供人觀看。1927年5月23日，最高法院法庭中的壁畫揭幕後，整個大廈的裝潢過程才結束。

#### 貪污醜聞
1906年，州議會大廈落成典禮後不久，威廉·H·貝里當選為州財政官。1895年到1934年，貝里是唯一在賓州獲得官職的民主黨人。而貝里成功的競選活動，使得州長佩內亞將他視作「運氣差的怪人之一（one of those freaks of ill fortune）。」此後貝里開始調查州議會大廈的興建費用，並使公眾注意到大廈高達1,300萬美金的興建費用。部分原因是該州以「過於精細」、甚至有時「無法理解」的使用「通常稱為之方式訂購物品、設備及家具。」然而這種測量方式並沒有嚴格執行，供應商常常哄抬貨品的價格。例如安裝在大廈上的旗杆，其購入的價格為850美元，但貝里推測最高只值150美金。其他例子還有以1,619美金購入價值125美金擦鞋座台，以及參議員理髮店中以3,257美金購入，卻僅價值325美金的一個桃花心木箱子。
佩內亞克用其他與州議會大廈相似的知名建築做比較，嘗試以此合理化州議會大廈的建造費用。他提到美國國會大廈耗資1,800萬美金建成，而房間數卻比哈里斯堡的州議會大廈還少55間。他還以紐約州議會大廈為例，當時該大廈尚未建成，卻已斥資2,400萬美金。調查結束後，包含休士頓在內等五人，因「與政府官員在州議會大廈建築案中欺騙國家」，而在1908年12月18日被判兩年徒刑。其餘四人為公共場所及建築主管（Superintendent of Public Ground and Buildings）詹姆士·休梅克（James Shumaker）、審計長威廉·P·史奈德（William P. Snyder），以及約翰·H·桑德森（John H. Sanderson）和威廉·L·馬修，而桑德森與馬修兩人在入獄前去世。

#### 布魯內爾計畫

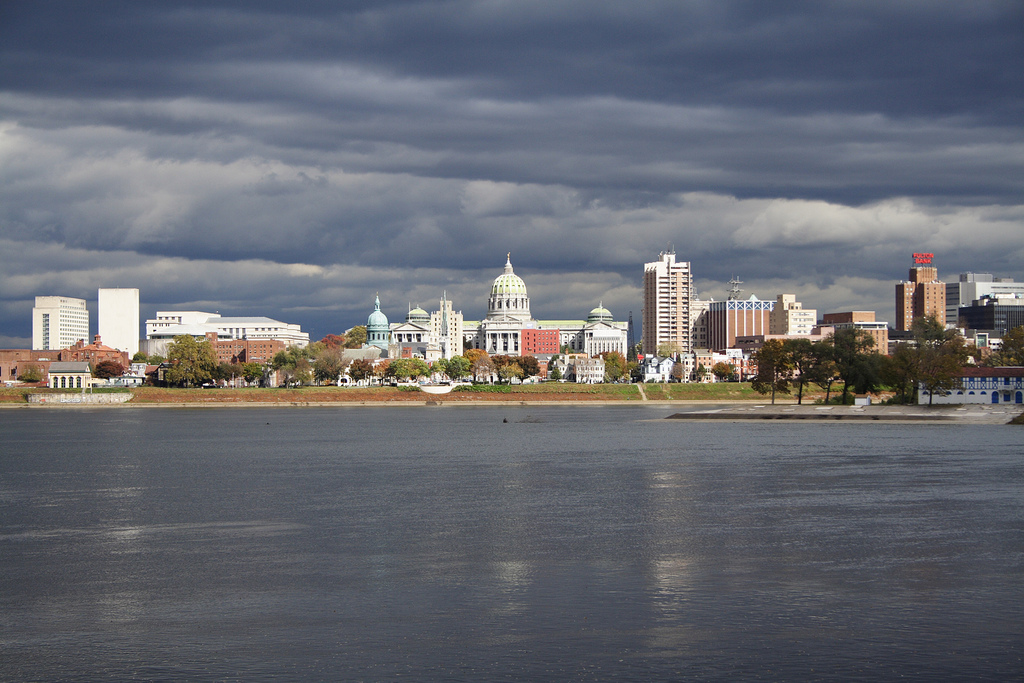
自薩斯奎哈納河看向布里斯堡，照片中間的圓頂是賓夕法尼亞州議會大廈

1912年到1917年間，賓夕法尼亞州將州議會大廈東邊，到賓夕法尼亞鐵路公司的鐵道之間的第八區（Eighth Ward），所有541個獨立房產全部買下。1916年，由於州議會大廈的空間已不敷使用，阿諾德·W·布魯內爾被州政府聘用，請他幫州政府設計和建造新的辦公建築。他在1920年提出了他的計畫，而第一步是將第八區全面拆除。布魯內爾計畫在州議會大廈後興建兩棟辦公大樓，即北和南辦公大樓，它們被一個中庭分開，布魯內爾則將這個中庭命名為「人民庭院」（People's Court）。南辦公大樓在1921年完工。第八區的整地作業在1925年完工。
雖然布魯內爾於1925年2月14日逝世，但他的計劃依舊被完成，不過他的人民庭院被改為一座停車場。布魯內爾設計了一座橋樑來跨過鐵道，並與位於城中第13街的制高點連結。布魯內爾還計畫在州議會大廈西側建造一座跨越薩斯奎哈納河的大橋，在他死後，這座橋的部分設計成了現今的州立街道大橋，該橋竣工於1930年。教育大樓（Education Building），或稱論壇大樓（Forum Building）則在1931年完工。

#### 復原及保存
1953年8月11日，賓夕法尼亞歷史及博物館委員會在希爾斯州議會大廈和現今使用的休士頓州議會大廈設置了歷史標誌 。1977年9月14日，休士頓州議會大廈列入國家史蹟名錄。自1981年開始，海曼·邁爾斯（Hyman Myers）接手監督州議會大廈的修復工作，他隸屬於備受推崇的費城建築公司「維泰塔集團」（Vitetta Group）。一年後，州議會大廈保存委員會（Capitol Preservation Committee）成立，目的是為了「保存州議會大廈和協調大廈的保存工作。」委員會的第一個計劃是維護390面南北戰爭和22面美西戰爭時的戰旗，這些旗幟自1914年移至休士頓州議會大廈的大廳後就沒有再移動過了。1985年和1987年間，大廳內架起了鷹架，以利把大廳中的壁畫移除維護。1998年，人們利用直升機將大廈屋頂上的雕像吊走以進行修復，同年9月修復作業完成後，再次用直升機將雕像復歸原位。在1999年2月14日，大廈內的參議院遭灌入26,000美制加侖（98,000公升；22,000英制加侖）的水，事後委員會決定對其進行修復。2006年9月20日，在休士頓州議會大廈的落成一百周年紀念時，列入了美國國家歷史名勝。2013年2月27日，州議會大廈周遭的建築和區域一同被列入了保護範圍中。

## 外觀
該建築長520英尺（160）、高272英尺（83），建築中央寬254英尺（77）、兩翼寬212英尺（65）。大廈的正面由佛蒙特州哈德維克出產的花崗岩建成。建築上的圓形屋頂直徑94英尺（29），屋頂上有一個直徑4英尺（1）的球體，上方矗立著羅蘭·辛頓·佩里以黃銅貼金製成的聯邦女神像，神像高14英尺6英寸（4）。屋頂本身重26,000短噸（24,000公噸），靈感來自於梵蒂岡的聖伯多祿大殿。
州議會大廈的兩扇青銅大門為休士頓所設計，由雕刻家奧托·強森（Otto Jahnsen）雕刻出模型後，交由亨利·伯納德青銅公司（Henry Bonnard Bronze Company）以失蠟法製成。門上有以賓夕法尼亞州為主題的裝飾，例如威廉·佩恩的到來，和他與萊納佩人的和平條約。大門的邊緣上有許多半身像，這些半身像都是對州議會大廈的建造有重要意義的人，比如州長佩內帕克、博伊斯·潘洛斯和馬修·奎伊，休士頓自己的半身像則在大門的鑰匙孔旁。
州議會大廈的入口兩側，有兩座屬於賓夕法尼亞州議會大廈雕像群的雕像，分別名為和，這兩座雕像是由喬治·格列·巴納德以卡拉拉大理石雕刻而成。

### 花園
賓夕法尼亞州議會大廈花園（Pennsylvania Capitol Grounds），官方名稱為「州議會大廈公園（Capitol Park）」，占地45英畝（18公頃）又26.4平方桿，相當於7,187平方英尺（667.7平方）。自北方街（North Street）以南、第7街以西、核桃街（Walnut Street）以北、第3街以東的範圍即為該公園。起先該公園面積僅有15英畝（6公頃），後來阿諾德·布魯那爾在設計公園時，州政府購入了第八區的土地，使公園的面積增加了29英畝（12公頃）。
公園中有一座高64英尺（20）的美西戰爭賓夕法尼亞州人陣亡紀念碑，該紀念碑設立於1858年。起先這座紀念碑並非矗立於州議會大廈公園中，直到1868年才被移動到公園中，1896年到1897年時，由於行政、圖書及博物館大樓開始興建，該紀念碑才被移動到公園的東南邊角落。在行政、圖書及博物館大樓前，有一尊紀念前州長約翰·F·哈特拉夫特的雕像，它由弗雷德里克·拉克斯特爾所雕刻，高26英尺（8），1899年5月18日揭幕時是放在州議會大廈的前方，但在1927年移動到了現在的位置。博伊斯·潘洛斯死於1921年，而他在議會的朋友通過了紀念他的法案。一座高16英尺（5）的紀念雕像於1930年9月23日揭幕，現今矗立於北3街（North 3rd）與核桃街轉角的附近。

## 內部樣貌

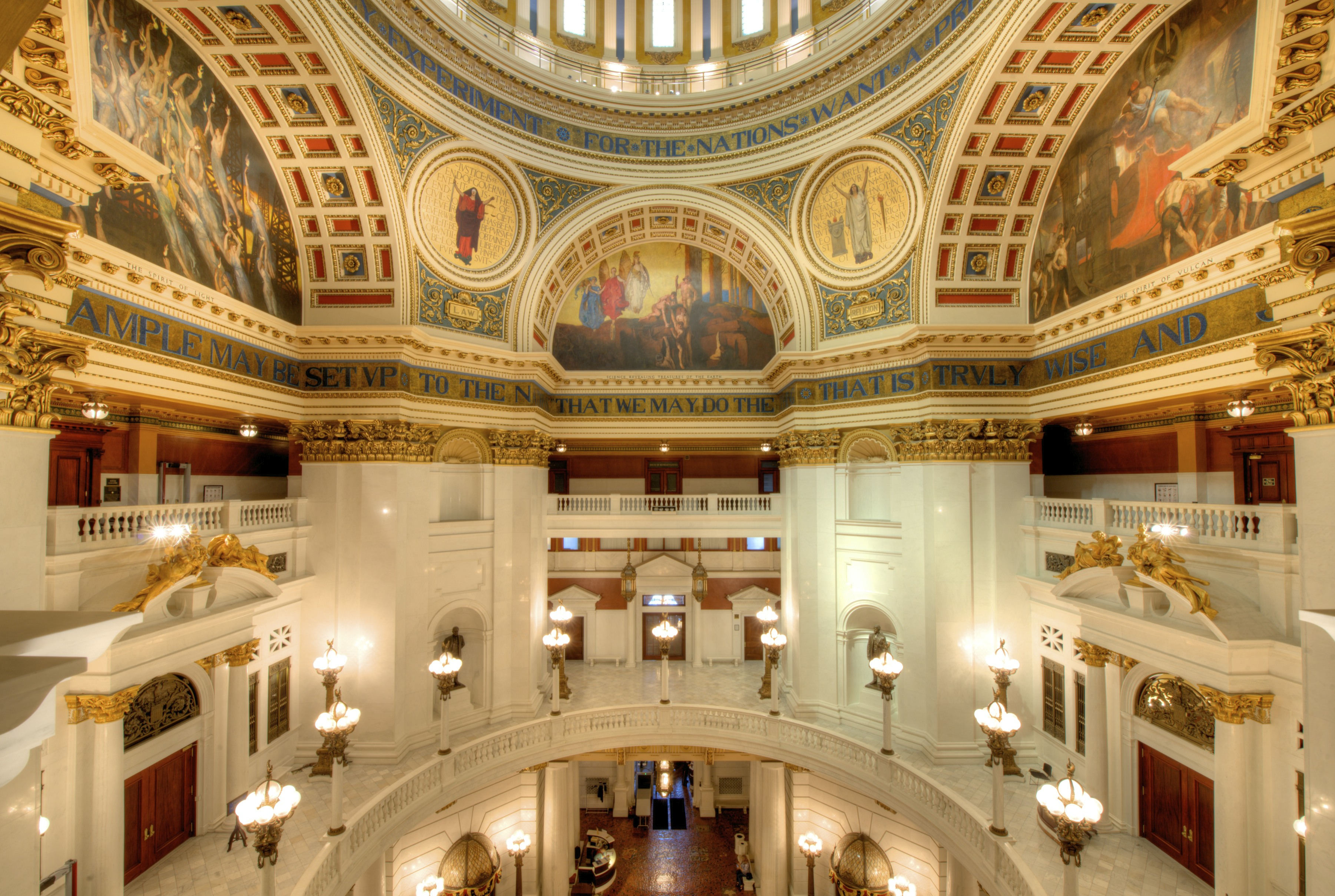
州議會大廈的大廳，可以看見兩個圓形壁畫和三個半月型壁畫，從左至右分別是：《靈魂之光》、《法律》、《科學揭示地球之寶》、《信仰》和《瓦肯人的精神》。以及威廉·佩恩的引言。

大廈內有數間供該州眾議院和參議院的房間或會議室，及數間供賓夕法尼亞州最高法院使用的哈里斯堡廳（Harrisburg chambers）。扣除一樓跟二樓中的夾層，大廈內總共有四個樓層、一個地下層、475個房間。在入口的青銅大門後，是州議會大廈一樓的圓形大廳，中央則是寬闊的樓梯。中央的樓梯採用帝國風設計，與法國巴黎歌劇院中的某一個樓梯很相似。走上樓梯後，會先到達一、二樓中的夾層，之後樓梯會一分為二到達二樓。埃德温·奥斯汀·阿贝在大廈圓形屋頂的基座畫了四幅託寓，主題為《文明的四個力量》（Four forces of civilization），分別是《藝術》、《正義》、《科學》和《信仰》。阿貝還繪製了四幅放置於大廳牆上的拱型凹槽中的半月型壁畫，象徵賓夕法尼亞人對現代文明的精神和工業貢獻。大廳中377幅馬賽克磁磚畫，描繪了254個賓夕法尼亞歷史上的場景、文物、動物、鳥類、魚類、昆蟲、工業和工人，總面積16,000平方英尺（1,500平方），全由摩拉維亞陶瓷及瓷磚工廠的亨利·查普曼·默瑟手工製作。大廳和圓形屋頂的裡面刻有威廉·佩恩在賓夕法尼亞州成立時說的一段話：
由於各國尋求一個先例，這裡也許會成為一個進行神聖試驗的空間。而我的上帝將會使它成為一個國家的種子，我們能以此做真正公正且明智的事情，且在將來能夠運用在其他各國中。

### 眾議院
賓夕法尼亞州眾議院中共有203名州眾議員，任期2年，主席由該州眾議院議長擔任。眾議院議事廳又被稱為眾議院大廳（Hall of the House），寬90英尺（30）、長120英尺（40），位於一樓大廳的南側，是參眾兩院議事廳和最高法院法庭，三個廳房中最大的。

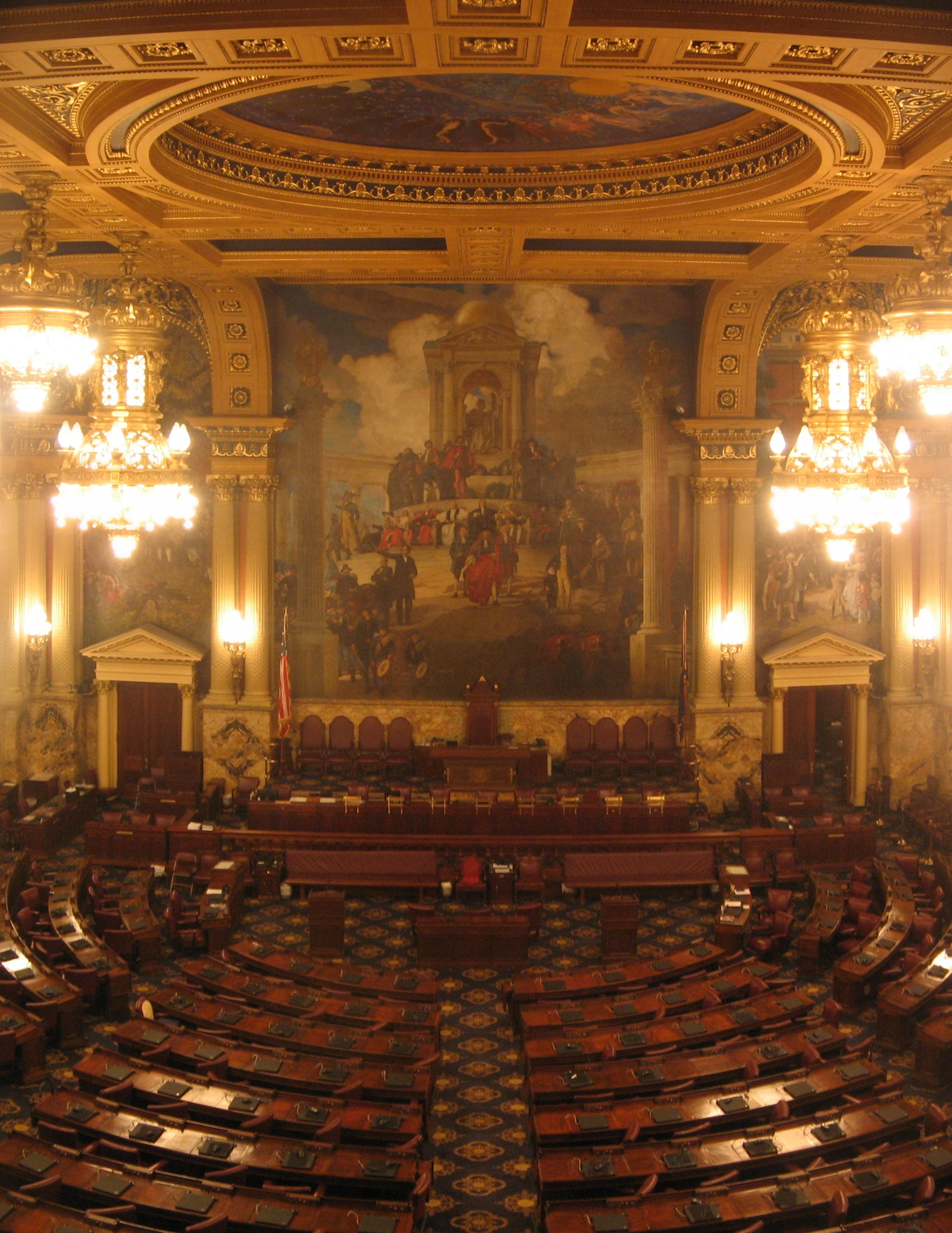
賓夕法尼亞州眾議院的議事廳。中間的壁畫名為《賓夕法尼亞州的典範》

眾議院大廳採用義大利文藝復興風格為設計主軸，大廳內有威廉·B·范·英格創作的14扇圓型彩色玻璃窗，以及阿貝繪製的五張壁畫。其中最大的一幅壁畫在主席台後方，名為《賓夕法尼亞州的典範》（Apotheosis of Pennsylvania），上面繪有28位賓夕法尼亞州的知名人物。

### 參議院
賓夕法尼亞州參議院共有50名州參議員，任期四年，主席由該州參議院議長擔任，議長同時也是賓夕法尼亞州副州長。參議院議事廳大小為95乘80英尺（29乘24），又稱參議院大廳（Hall of the Senate），採用法國文藝復興風格為設計主軸。該廳位於大廳的北側，也就是眾議院議事廳的對面。參議院議事廳有數幅薇爾莉特·奧克雷所繪製的壁畫，以及10扇范·英格製作的彩色玻璃窗。州參議院和州眾議院的議事廳都位於二樓，然後在三樓及四樓都各有一個入口通往記者席。

### 最高法院法庭

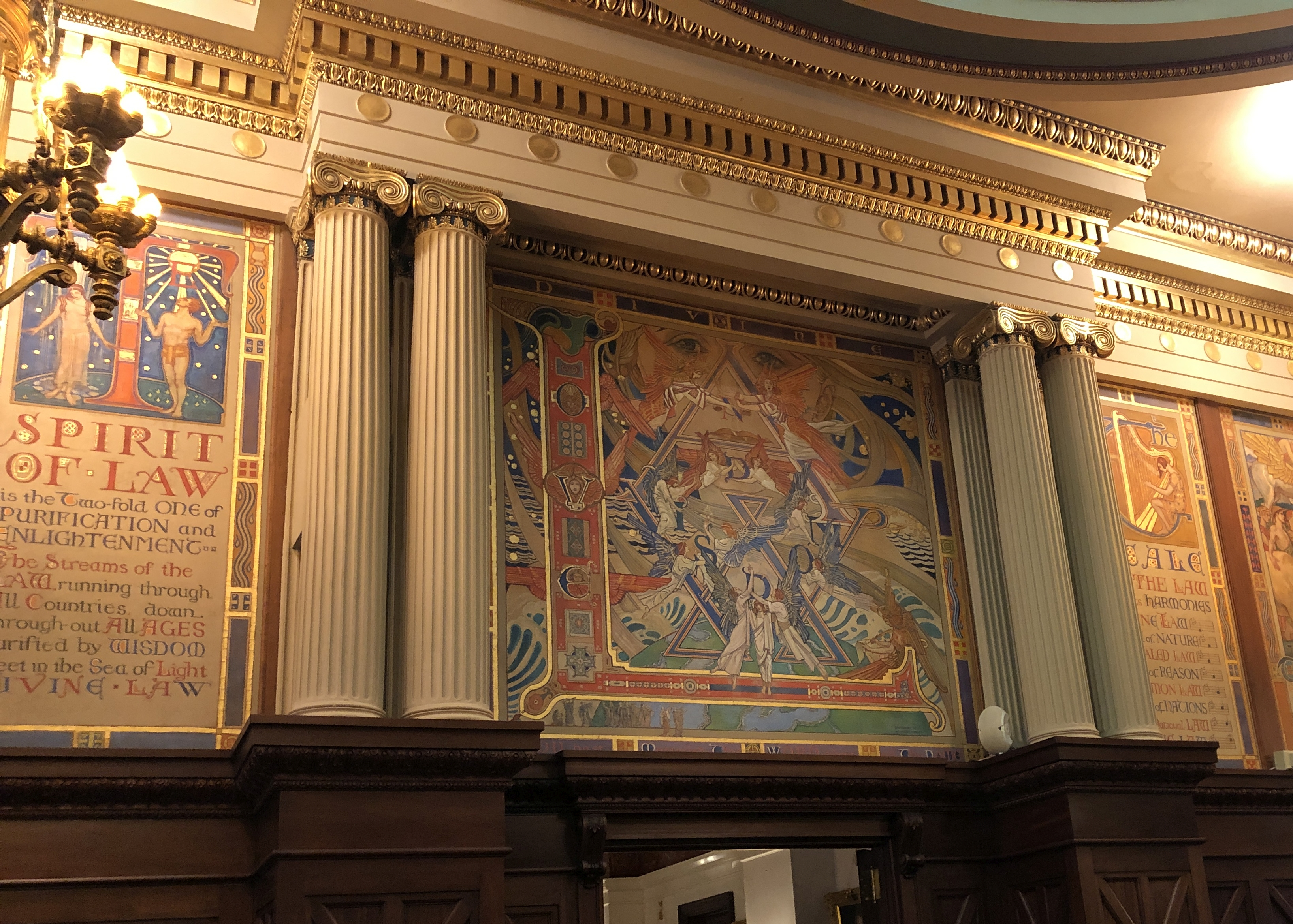
薇爾莉特·奧克雷在賓夕法尼亞州最高法院法庭中的壁畫：《神聖的法律》

賓夕法尼亞州最高法院為該州的最高法院，而賓夕法尼亞州高等法院是該州兩個中級上訴法院之一。最高法院法庭，官方名稱為最高及高等法院法庭（Supreme and Superior Court Chamber），最高和高等法院共用同一間法庭。法庭以古羅馬和古希臘風格為設計主軸。法庭位在大廳的東側，是三個議事廳中最小的，僅42乘72英尺（13乘22） 。
在最高法院的法庭中，有16幅薇爾莉特·奧克雷所繪製的壁畫，述說法律的歷史。這16幅壁畫繪於1917年至1927年，以位於主入口的《神聖法》（Divine Law）開始，順時針由《自然法》（Law of Nature）、希臘人、希伯來人與基督徒的《神啟法》（Revealed Law）、羅馬人的《理性法》（Law of Reason）、《英國普通法系》（English Common Law）、《威廉·佩恩－法律的給與者》（William Penn as Law-Giver），州、國家和國際法，最後是《神聖法的精神》（Spirit of Divine Law），共16幅壁畫圍繞著法庭。在法庭中間的是由賓夕法尼亞州原住民阿爾弗雷德·戈德溫（Alfred Godwin）設計的彩色玻璃穹頂。

## 州議會大廈建築群
賓夕法尼亞州議會大廈建築群包括了由州政府所有、該州公共事務部管理的建築，以及位於哈里斯堡中央的州議會大廈。2013年，州議會大廈建築群列入美國國家歷史名勝，除了州議會大廈的右翼樓外，建築群也同時列入貢獻物業。
整個建築群中最老的建築為行政、圖書及美術館大樓，建於1894年，位於希爾斯州議會大廈和現今的行政大廈旁。1999年6月14日，該棟大廈更名為馬修·J·雷恩立法辦公大樓，以此表彰前議長馬修·J·雷恩。過去這棟大樓是做為州立圖書館、州立博物館、州長辦公室和接待室使用，現今改為議員的辦公室。
七層樓高的南、北辦公大樓，位於州議會大廈後方，俯瞰著州議會大廈的東翼樓。南辦公大樓在2002年12月20日更名為K·勒羅伊·艾維斯辦公大樓，以此表揚前議長K·勒羅伊·艾維斯。州立博物館暨州立檔案館落成於1964年。面積640乘320英尺（200乘100）的東翼樓（East Wing）於1987年12月2日落成，取代了存在十年的停車場，也實現了布魯內爾計畫中的人民庭院。東翼樓部分的樓層位於地下，使得東翼樓的最高點幾乎快低於州議會大廈的一樓地面。

### 引用
1. ↑  Attorney General 1907，第656頁.
2. 1 2  . National Register of Historic Places. National Park Service.   [August 12, 2011]. （原始内容存档于2008-07-25）.
3. 1 2  . National Register of Historic Places. National Park Service. 2013-04-05  [2013-06-05]. （原始内容存档于2018-08-15）.

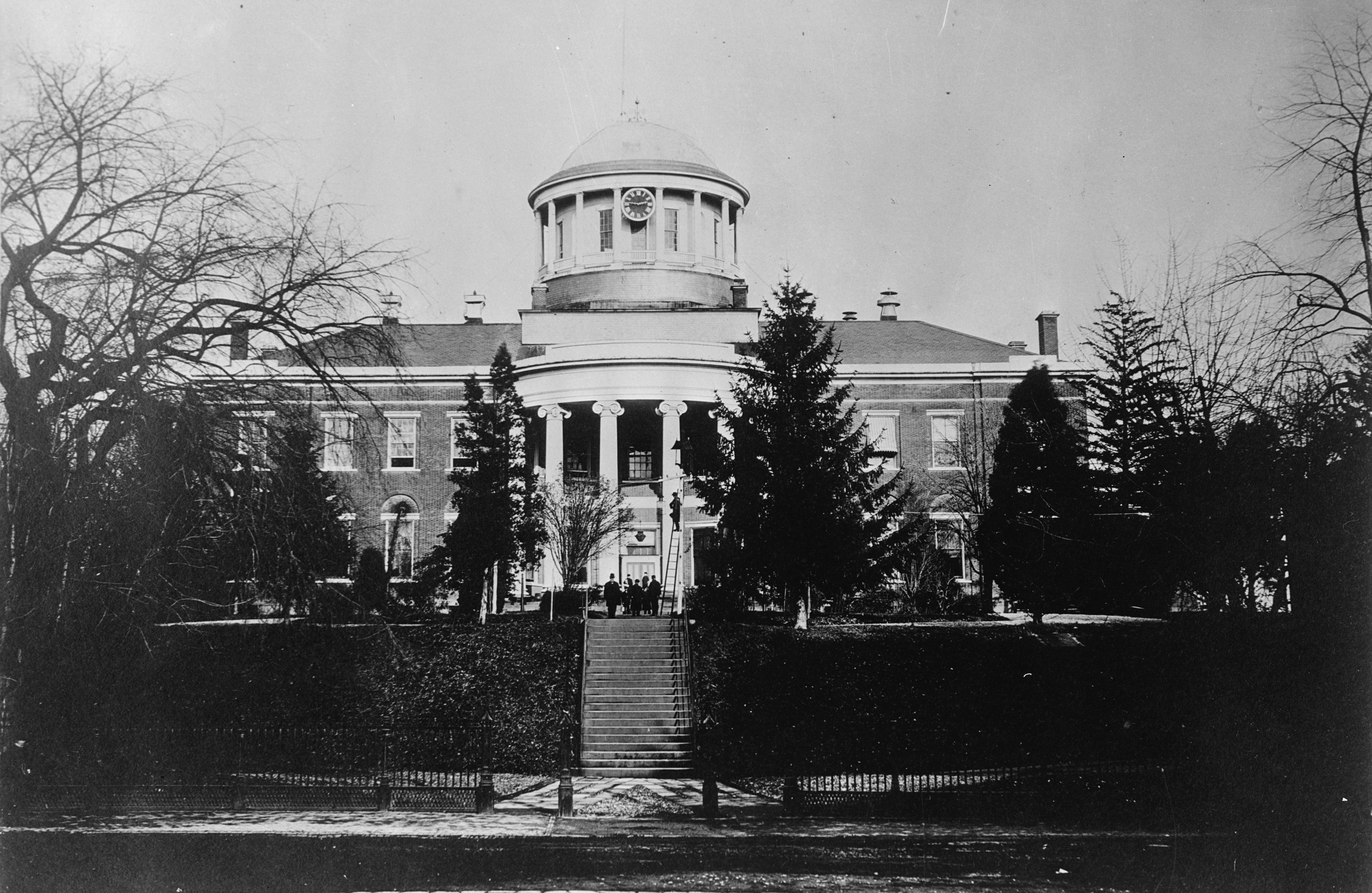
賓夕法尼亞州希爾斯州議會大廈（1822年－1897年）

4. ↑  Pennsylvania Manual 2006，第xii頁.
5. ↑  Capitol Preservation Committee 2006，第23頁.
6. ↑  Capitol Preservation Committee 2006，第25頁.
7. 1 2 3  The Pennsylvania Manual 2006，第xii頁.
8. ↑  Barton & Dorman 2002，第20頁.
9. ↑  Capitol Preservation Committee 2006，第31頁.
10. ↑  Pennsylvania Register of Historic Sites and Landmarks.  (PDF). National Register of Historic Places Inventory—Nomination Form. 1972-04  [2012-07-03]. （原始内容存档 (PDF)于2016-03-04）.
11. ↑  Capitol Preservation Committee 2006，第32頁.
12. ↑  "The Capitol" 2007，第3頁.
13. ↑  Colson 1906，第32頁.
14. ↑  Hitchcock & Seale 1976，第60頁.
15. ↑  Capitol Preservation Committee 2006，第39頁.
16. ↑  Capitol Preservation Committee 2006，第49頁.
17. ↑  Millard 1936，第3頁.
18. ↑  Beers, Paul B. . Historic Pennsylvania Leaflet #9 (哈里斯堡: Pennsylvania Historical and Museum Commission). 1969.
19. ↑  Sauer 1987，第31頁.
20. ↑  Sauer 1987，第32頁.
21. ↑  Capitol Preservation Committee 2006，第64頁.
22. ↑  Colson 1906，第52頁.
23. 1 2 3  The Pennsylvania Manual 2006，第xiii頁.
24. ↑  Capitol Preservation Committee 2006，第73頁.
25. ↑  Capitol Preservation Committee 2006，第71頁.
26. ↑  Capitol Preservation Committee 2006，第83頁.
27. 1 2  Capitol Preservation Committee 2006，第88頁.
28. 1 2   (PDF). The New York Times. 1902-02-10: 5  [2010-08-09]. （原始内容存档 (PDF)于2019-12-15）.
29. 1 2 3 4 5  The Pennsylvania Manual 2006，第xiv頁.
30. ↑  Ellis 2006，第31頁.
31. ↑  The Pennsylvania Manual 2006，第xvii頁.
32. ↑  Capitol Preservation Committee 2006，第125頁.
33. 1 2  Ellis 2006，第33頁.
34. ↑  Sauer 1987，第35頁.
35. ↑  Ellis 2006，第34頁.
36. ↑  Pennypacker 1911，第36頁.
37. ↑  Capitol Preservation Committee 2006，第171, 174頁.
38. ↑  Pennypacker 1911，第39–40頁.
39. ↑  . The New York Times. 1907-03-26: 3.
40. 1 2  Pennypacker 1911，第31頁.
41. ↑   (PDF). The New York Times. 1911-05-24: 1  [2009-11-18]. （原始内容存档 (PDF)于2021-04-28）.
42. 1 2   (PDF). The New York Times. 1910-03-08: 2  [2009-11-18]. （原始内容存档 (PDF)于2021-04-28）.
43. 1 2 3 4  Inglewood 1925，第46頁.
44. ↑  Price 1923，第289, 291頁.
45. 1 2  Ellis 2006，第15頁.
46. ↑  Ellis 2006，第14頁.
47. ↑  Price 1923，第294頁.
48. ↑  Ellis 2006，第21頁.
49. ↑   (Searchable database). Pennsylvania Historical and Museum Commission. Commonwealth of Pennsylvania.   [2015-02-01]. （原始内容存档于2016-03-21）.
50. ↑  Thomas, George E. . 2017  [2017-02-11]. （原始内容存档于2015-09-16）.
51. ↑  . Pennsylvania General Assembly.   [2012-07-03]. （原始内容存档于2021-04-21）.
52. ↑  Capitol Preservation Committee 2006，第305頁.
53. ↑  Capitol Preservation Committee 2006，第306, 209頁.
54. ↑  Capitol Preservation Committee 2006，第331頁.
55. ↑  Capitol Preservation Committee 2006，第332頁.
56. ↑  Ellis 2006，第42頁.
57. 1 2  Caffin 1906，第13頁.
58. ↑  Caffin 1906，第12頁.
59. ↑  Attorney General 1907，第603頁.
60. ↑  Caffin 1906，第13, 16頁.
61. ↑  Caffin 1906，第18頁.
62. ↑  "The Capitol" 2007，第7頁.
63. ↑  "The Capitol" 2007，第21頁.
64. 1 2 3  Ellis 2006，第17頁.
65. ↑  Ellis 2006，第35頁.
66. 1 2  "The Capitol" 2007，第14頁.
67. ↑  Caffin 1906，第31 32頁.
68. ↑  Ellis 2006，第8頁.
69. 1 2  . Pennsylvania Capitol Preservation Committee.   [2012-07-03]. （原始内容存档于2013-04-21）.
70. 1 2  "The Capitol" 2007，第20頁.
71. 1 2  "The Capitol" 2007，第19頁.
72. ↑  Ellis 2006，第10頁.
73. ↑  Caffin 1906，第9頁.
74. 1 2  Ellis 2006，第11頁.
75. ↑  "The Capitol" 2007，第36頁.
76. ↑  Sheets 2002，第90頁.
77. ↑  The Pennsylvania Manual 2006，第1之9頁.
78. ↑   (PDF). National Park Service.   [2017-04-13]. （原始内容存档 (PDF)于2017-07-10）.
79. ↑  . Pennsylvania General Assembly.   [2012-07-03]. （原始内容存档于2021-04-28）.
80. ↑  Ellis 2006，第18頁.
81. ↑  . Pennsylvania General Assembly.   [2012-07-03]. （原始内容存档于2021-04-28）.
82. 1 2  Goldberger, Paul. . The New York Times. 1989-10-08: H37  [2012-07-03]. （原始内容存档于2021-04-28）.

### 來源
- Barton, Michael; Dorman, Jessica. . The Making of America. 查爾斯頓: 阿卡迪亞（英语：Arcadia Publishing）. 2002  [2019-07-07]. ISBN 0-7385-2378-X. （原始内容存档于2021-04-28）.
- Caffin, Charles Henry. . Harrisburg: Mount Pleasant Press. 1906.
- Colson, William Wyman. . 哈里斯堡: Telegraph Printing Company. 1906.
- Ellis, Christopher R.  (PDF). National Historic Landmark Nomination. 美國國家公園管理局. 2006-01-16  [2015-04-29].[]
- Hitchcock, Henry Russell; Seale, William. . 紐約市: Harcourt, Brace Jovanovich. 1976.
- Inglewood, Marian. . 哈里斯堡: Minnie I Etzweiler. 1925.
- Millard, Julian. . 哈里斯堡: 美國歷史建築調查（英语：Heritage Documentation Programs）. 1936  [2008-12-07]. （原始内容存档于2022-03-17）.
- 賓夕法尼亞州總檢察長（英语：Pennsylvania Attorney General）. . Harrisburg Publishing. 1907  [2009-10-16].
- Pennsylvania Capitol Preservation Committee. . 哈里斯堡: Pennsylvania Capitol Preservation Committee. 2006. ISBN 0-9643048-8-0.
- 薩繆爾·W·佩內亞克（英语：Samuel W. Pennypacker）. . 費城: William J. Campbell. 1911.
- Price, Matlack. . Architectural Record（英语：Architectural Record）. 1923-04, 53 (295): 287–306. ISSN 0003-858X.
- Sauer, Richard A.  1. Capitol Preservation Committee. 1987. ISBN 0-8182-0090-1.
- Schehr, Elizabeth (编).  117. 哈里斯堡: Pennsylvania Department of General Services. 2006.
- Sheets, Georg R. . Harrisburg: Capitol Preservation Committee. 2002.
- (PDF). Pennsylvania House of Representatives. 2007  [2009-06-12]. （原始内容 (PDF)存档于2009-01-15）.

## 外部連結
- 官方网站